# Лименарија
Лименарија (грч. Λιμενάρια) је приморско насељено место на острву  Тасос у периферији Источна Македонија и Тракија, Грчка. Према попису из 2021. године био је 2.351 становник.
Насеље је подигнуто после 1922. године у заливу Лименарија по коме је добило име. Населиле су га 122 грчке избегличке породице из Турске, укупно 512 особа. У Лименарију су се масовно преселиле породице из села Кастро и других места на острву. На попису из 1928. године Лименарија је имала 1.206 становника.